# Andreas Winnen
Andreas Winnen (* 13. März 1968 in Hamm) ist ein deutscher Dirigent, Geiger und Komponist.

## Leben
Andreas Winnen wurde 1968 in Hamm in Westfalen geboren und studierte Orchesterleitung bei Klaus Hövelmann, Peter Baberkoff und Peter Gülke an der Hochschule für Musik Freiburg. Als Kammermusiker und Konzertmeister gab er bis zu 60 Konzerte im Jahr und nahm an Meisterkursen von Chaim Taub und dem Cherubini-Quartett teil. Er erweiterte seine Kenntnisse in Richtung des Opernfachs durch langjährigen Gesangsunterricht bei Richard Reiss.
An der Freiburger Musikhochschule hat er das Aufbaustudium mit Auszeichnung abgeschlossen. Er wurde 1992 der Konzertmeister und Dirigent des Mladi-Kammerorchesters Bonn. 1998 übernahm er die musikalische Leitung des Bonner Jugendsinfonieorchesters, wo es bis heute tätig ist. Gemeinsam mit Freiburger Musikern gründete er 1999 ein neues Orchester, das Sinfonieorchester Südbaden. 2004 erweiterte Winnen seine künstlerische Tätigkeit durch die Gründung des Orchesters Ludus tonalis Bonn.
Sein Konzertrepertoire beträgt mehr als 200 Werke. Besonderen Wert legt er auf die Werke Beethovens, von dem Komponisten hat er fast sämtliche sinfonischen und konzertanten Werke durchgeführt.
Mit der Jungen Kammerphilharmonie Freiburg, deren musikalische Leitung er 2002 übernahm, unternahm er 2004 eine Konzertreise nach Argentinien (u. a. Teatro Colon in Buenos Aires). Zusammen mit dem Giuseppe Verdi-Chor Freiburg und der Jungen Kammerphilharmonie Freiburg organisierte er eine Konzerttournee nach Brasilien (Sala São Paulo und Teatro municipal in Rio de Janeiro).
Seine pädagogische Tätigkeit erweitert er an der Musikhochschule in Freiburg und an der Hochschule für Musik und Tanz Köln als Dozent für Orchesterleitung.
13 von ihm komponierte Charakterstücke wurden 1983 als Der Mäuserich als Freier vom Gustav Bosse Verlag veröffentlicht.